# Пияният ангел
„Пияният ангел“ (на японски: 酔いどれ天使, по Система на Хепбърн: Yoidore tenshi) е японски пълнометражен игрален филм от 1948 г. на режисьора Акира Куросава, седми в неговата филмография и втори (и последен) на сценарния тандем Куросава и Кеиноске Уекуса. Лентата е с участието на Тоширо Мифуне, Такаши Шимура и Рейсабуро Ямамото.
Историята се върти около млад и влиятелен якудза, болен от туберкулоза, и циничен доктор алкохолик, който иска да помогне на мафиота, както в болестта, така и в объркания му жизнен път.
Това е първият филм от общо 16, в които си партнират Куросава и японският актьор Тоширо Мифуне. „Пияният ангел“ бележи началото на още едно сътрудничество: между режисьора и композитора Фумио Хаясака, който прави саундтрака на всички ленти на Куросава до смъртта си.

## Синопсис
Внимание:  Текстът по-долу разкрива сюжета на произведението (или части от него)!
Вечер. Беден квартал в Токио. Кабинетът на доктор Санада е посетен от Мацунага, който е с леко нараняване. Санада вади от ръката му куршум. Мацунага признава, че е участвал в мафиотска свада. Докато зашива ръката, лекарят открива, че пациента му е болен от туберкулоза. Мацунага се нахвърля върху доктора и е изгонен от кабинета.
На другия ден Санада тръгва из квартала да търси известния мафиот. Намира го в един нощен бар, където танцува с Нанае. Мацунага завежда доктора на бар, за да го почерпи с алкохол. Санада се опитва да убеди гангстера да се лекува. Между двамата избухва конфликт и младежът изхвърля лекаря от бара.
Санада се прибира в кабинета си. Там споделя пред Мийо, че иска да помогне на Мацунага, защото вижда в него себе си на младини. Лекарят заговаря за Окада, който излиза от затвора. Мийо изпитва страх от бившия си любовник. Санада ѝ обещава, че ще я пази от мафиота. Вечерта медицинската сестра споделя, че се замисля да се върне при Окада, което предизвиква гнева на доктора.
След пациент – ученичка, болна от туберкулоза, Санада изненадващо е посетен от Мацунага. Докторът изсипва обиди към младия якудза, който отново се нахвърля върху мъжа. Мийо моли Мацунага да напусне кабинета. От Такахама лекарят научава, че мафиота, болен от туберкулоза, първо е отишъл при него, но той го е посъветвал да се лекува при Санада.
Вечерта, загриженият доктор моли Мацунага да му покаже рентгеновите снимки, направени от другия лекар. Мафиотът отказва, но след време се дотътря пиян до кабинета и Санада намира снимките в него. Положението му е зле, но има шанс да се излекува. Мийо чува нова мелодия от уличния музикант, седящ до блатото. Разпознава „Песента на убиеца“ – любима композиция на Окада.
По препоръка на Санада, Мацунага се опитва да води здравословен живота. След пристигането на Окада, мафиотът обаче отново се захваща с алкохола и жените. На другия ден Санада изхвърля младия якудза от кабинета си. Скоро положението на Мацунага се влошава и ляга на легло. Санада се опитва да се грижи за болния, но опасната среда още повече влошава здравословното състояние на гангстера.
Нанае напуска младия якудза и става любовница на Окада. От своя страна бившият затворник посещава лекара, за да си вземе Мийо обратно. Мацунага се заеми да защити доктора от Окада. Санада му забранява да се захваща и тръгва да разрешава проблемите си сам.
Младият якудза отбягва съвета на лекара и отива при своя конкурент, който вече е готвен да измести Мацунага. Властта на болния мафиот в квартала вече не е същата. Той отива при Нанае, където е Окада. Двамата членове на якудза се вкопчват в дълга и ожесточена схватка, в която Мацунага намира смъртта си.
Джин и Санада седят пред блатото. Докторът не е успял да излекува своя пациент, а жената не е могла да го разубеди да заживее с нея в едно отдалечено градче. Двамата не могат да простят на покойника. При Санада дотичва ученичката, държаща в ръце рентгенова снимка, която доказва, че вече е излекувана. Докторът и момичето отиват да празнуват.

## Актьори и персонажи
| Персонаж                        | Оригинално име | Изигран от:        |
| ------------------------------- | --- | ------------------ |
| Мацунага                        | 松永 | Тоширо Мифуне      |
|                                 | Млад якудза, ръководещ целия квартал, в който живее д-р Санада. Ползва се с голям страх от хората и е обожаван от всички жените. Има страст към алкохола, танците и разбира се към красивите жени. Въпреки страховитото си излъчване, Мацунага е гневлив и отчаян мъж. Най-голямото му притеснение е, че някой ще го измести и ще отнеме славата му. |                    |
| Санада                          | 真田 | Такаши Шимура      |
|                                 | Лекар, който практикува без разрешително. Има проблеми с алкохола и гнева. Често се държи грубо с пациентите си: смъмря ги и ги обижда, понякога дори хвърля предмети по тях. Чувства се нещастен от това, че жените не го забелязват. На младени е обръщал внимание повече на леките жени, отколкото на образованието си.                           |                    |
| Окада                           | 岡田 | Реидзабуро Ямамото |
|                                 | Якудза, съперник на Мацунага. Самият младеж има голям страх към него, както и повечето хора. Бивш любовник на Мийо, който има влечения към Нанае. Харесва красивите жени и алкохола. През свободното си време свири на китара. Любимата му мелодия е „Песента на убиеца“, която смразява кръвта на съперниците му.                                   |                    |
| Нанае                           | 奈々江 | Мичийо Когуре      |
|                                 | Любовница на Мацунага, която има влечения към Окада. Младият мафиот я ревнува от своя съперник. Както повечето леки жени Нанае е с Мацунага единствено заради славата и парите му. Красавицата обича музиката и танците. Има лековато поведение и избягва сериозните разговори.                                                                      |                    |
| Мийо                            | 美代 | Чиеко Накакита     |
|                                 | Бивша приятелка на Окада, която e медицинска сестра и любовница на Санада. Има голям страх към Окада, но все още таи чувства към него. Мийо изпитва респект към доктора, но любовта ѝ е под съмнение. Отнася се сериозно и отговорно към работата. Загрижена и чувствителна.                                                                         |                    |
| Джин                            | ぎん | Норико Сенгоку     |
|                                 | Жена, която прекарва времето си по баровете. Като повечето момичета от квартала е влюбена в Мацунага. Идва от малък град и скромно семейство. Тя единствен вижда в младия якудза слаб и болен човек, който иска да се отърве от цялата престъпна среда.                                                                                              |                    |
| Такахама                        | 高浜 | Еитаро Шиндо       |
|                                 | Богат доктор, стар познат на Санада. Такахама признава своя колега като отличен лекар, който може да се справи с туберкулозата. |                    |
| Ученичка                        | セーラー服の少女 | Йошико Куга        |
|                                 | Ученичка, облечена с моряшка униформа. Болна е от туберкулоза и се лекува при Санада. Смята доктора за добър човек, въпреки грубото му отношение. |                    |
| Иа                              | や | Чоко Иида          |
|                                 | Стара прислужница на доктора, която често поставя на място сърдития мъж. |                    |
| Певица                          | ブギを歌う女 | Дзуко Косаги       |
| Певица, пееща буги в нощен бар. | |                    |

## Продукция

### Създаване на сценария
През 1947 г. Каджиро Ямамото снима Новият век на глупците. За филма „Тохо“ построява огромен декор на открито – уличка с магазини и пазар на черната борса. След приключване на снимките, на Куросава му е позволено да използва декора, от който се ражда идеята за бъдещото му произведение.
Пияният ангел е вторият сценарий на Акира Куросава и неговия стар приятел Кеиноске Уекуса. Написан е в един хотел на курорта Атами.
Новият век на глупците подбужда интереса на Куросава към престъпната организация якудза. След войната японската мафия процъфтява, както и водената от нея черна борса.
Куросава решава да създаде продукт, в който основните персонажи да са гангстери. Главният герой да е млад якудза, управляващ даден престъпен район. Прототип на Мацунага е истинска личност, с която Уекуса общува.
За да се открои по-добре образа на мафиота е създаден протагонист, пълна противоположност на Мацунага. От началото доктор Санада е описан като млад хуманист. Тази характеристика обаче затруднява двамата сценаристи и за няколко дни те изпадат в сериозна творческа криза.
Преди да започнат съвместната работа по сценария на Пияният ангел, Куросава и Уекуса предприемат обиколка из свърталищата на якудза. В Йокохама те попадат на лекар алкохолик, който работи без разрешително и повечето му клиенти са разни несретници. Странният доктор има изключително цинично и грубо отношение, но в него проблясват остроумни и саркастични мисли. Този непознат става прототип на Санада. Куросава си спомня за срещата месеци след това, по време на направата на сценария. Тези спомени дават подем на сценарната работа. Предишният идеализиран образ на доктора е изтрит и на негово място е описан по-циничен и груб, но пълен с доброта, персонаж.
От прозорците на хотела в Атама се открива изглед към залива. До брега, от водите се подава стар кораб, служещ като играчка за местните деца. Куросава определя гледката като символ на изгубилата войната Япония. Тя вдъхновява идеята за блатото в Пияният ангел, която от ден на ден става все по-ясна за режисьора. Локвата със застояла вода се намира в единия край на квартала и служи за сметище на района. Куросава определя блатото като един вид язва на самото мястото, болест, която разяжда обществото.
В процеса на работа между Куросава и Уекуса не всичко върви гладко. Уекуса се възпротивява на своя приятел, който твърдо заема осъдителна позиция срещу якудза. Кеиноске продължава да се среща с непознатия якудза, прототип на Мацунага. Той защитава мафиотите, които според него са създадени от жестоката среда и несправедливото обществото.
Накрая противоречията водят към раздяла на екипа. Уекуса смята, че двамата с Куросава са прекалено различни. Японският режисьор и силен и неотстъпчив, докато Кеиноске се подава на чувствата си и изпитва състрадание, дори към престъпниците.
След завършека на сценария за Пияният ангел, Уекуса изчезва. Още няколко пъти за в бъдеще се събират с Куросава. Японският режисьор коментира приятелство със сценариста като много добро, но с изпълнено непрекъснати спорове.

### Избор на актьорския състав
Тоширо Мифуне е забелязан от Куросава през 1946 г. когато режисьорът снима Без съжаления за младостта ни. Мифуне участва в конкурс за набиране на нови актьори на компания „Тохо“. По време на обедната почивка в снимачния процес, Куросава е привикан да види кандидат, към който журито е много впечатлено. Японският режисьор вижда един младеж, вилнеещ из сцената на павилиона, понеже му е дадена задача да изобрази „гняв“. От началото Мифуне не е приет от журито, но по настояване на Каджиро Ямамото се провежда второ гласуване, на което актьорът е приет в „Тохо“.
Първата роля на Мифуне е във филма на Сенкичи Танигучи „Отвъд сребристите планини“, който е по сценарий на Куросава. След него актьорът се превъплъщава като мафиот в Новият век на глупците. От там Куросава решава да му повери ролята на Мацунага в Пияният ангел. Филмът се превръща в първия от общо 16 кинопродукта на известния японския режисьор, в които участва Тоширо Мифуне.
За ролята на Санада, изиграна от Такаши Шимура, Куросава споделя, че е идеално пресъздадена, но малко засенчена от образа на младия якудза. Още един въздействащ персонаж е този на Окада. В началото самият актьор Реидзабуро Ямамото буди страх у Куросава, но след работата с него режисьорът споделя, че Ямамото е един добродушен човек.

### Музика към филма
Куросава работи за първи път с японския композитор Фумио Хаясака в Пияният ангел. Филмът дава сериозен тандем между двамата. Хаясака прави саундтрака на всички кинопродукти на великия японски режисьор до смъртта си.
По време на направата на филма Исаму Куросава, бащата на Акира Куросава, умира. Режисьорът се опитва да удави мъката си в алкохол, като излиза и броди сам по улиците на Шинджуку. В безцелната си разходка той чува валсът „Кукувичката“. Мелодията само усилва мъката му и Куросава се опитва да я избегне.
В Пияният ангел има сцена, в която персонажът на Тоширо Мифуне обикаля отчаяно по улиците. Когато се подготвя озвучаването на лентата Куросава моли Хаясака да включи „Кукувичката“. По това време между режисьора и композитора съществува особена връзка. Двамата си служат с пароли. Една от тях е съветския филм „Снайперистът“. Куросава запомня лентата с нейното съвършено прилагане на контрапунктния метод при съчетаване на образ и музика. Режисьорът и Хаясака се опитват да използват този метод и във Пияният ангел.

### Премиера
Пияният ангел излиза през април 1948 г., когато се състои третата голяма стачка в „Тохо“. След завършека на лентата, Куросава отива в Акита за помена на баща си. Налага му се обаче да се върне бързо, заради разгара на стачката. Третата стачка води до големи промени в компанията. Куросава напуска „Тохо“ на 39-годишна възраст.